# Cao Xueqin
Cao Xueqín (en xinès: 曹雪芹; en pinyin: Cáo Xuěqín), també conegut com a Mengruan (夢阮, Mèng Ruǎn), va néixer el 1715 a Nanquín (o potser el 1724) i va morir, a Pequín, el 1763 (altres fonts indiquen el 1764) va ser un novel·lista, poeta, filòsof i pintor que va viure durant la dinastia Qing. Considerat una de les figures de la literatura universal per la seva obra inacabada El somni del pavelló vermell. La casa on visqué els seus últims anys és avui el Memorial de Cao Xuequin.

## Pintura
En la majoria de les biografies d'aquest autor no consta la seva faceta com a pintor quan, precisament, la venda dels seus quadres va ser una font d'ingressos per a Cao Xueqin que no volia ser un pintor oficial. Vers el 1760 va oferir a Min Dun, una de les seves obres que representava una roca (un dels temes preferits dels pintors xinesos de totes les èpoques). Dun Min va escriure un poema on expressava la seva admiració pel caràcter informal de l'artista que residia a prop de Pequín al peu d'una muntanya a l'oest d'aquesta ciutat (Font: nota 16 de l'article en francès dedicat a aquest autor).